# Bosporo
Bosporo (in greco: Βόσπορος; in genovese detta Vosporo o Vospro) fu una città greca del Bosforo Cimmerio, capitale del regno bosporano.
Dall'antichità greca sino all'epoca cristiana la città fu generalmente nota sotto un nome non greco, di origine locale: Panticapeo.
Bosporo oggi corrisponde a Kerč', centro urbano e porto della Crimea.